# Herbert Kriedemann
Herbert Kriedemann (* 1. März 1903 in Berlin; † 20. Januar 1977 in Bad Nauheim) war ein deutscher Politiker der SPD.

## Leben und Beruf
Nach dem Schulbesuch absolvierte Kriedemann eine Landwirtschaftslehre und war danach als landwirtschaftlicher Beamter tätig. Später studierte er in Berlin Agrarwissenschaften und Nationalökonomie. Nach dem Studium war er hauptamtlich in der sozialdemokratischen Bildungsarbeit tätig. Nach dem Verbot der Partei durch den NS-Staat 1933 arbeitete er illegal weiter in der Arbeiterbewegung, zunächst in Deutschland und ab 1934 im Exil. Seine erste Station als "Illegaler" war die Tschechoslowakei. Bereits hier kam es zu ersten Zweifeln an seiner Integrität. Deshalb beschloss die dort tätige Parteileitung, ihn nach Holland abzuschieben. Über Estland kam er 1936 in die Niederlande. Nach dem deutschen Einmarsch 1940 wegen Hochverrats zu einer Haftstrafe verurteilt wurde, die jedoch auf Antrag von Staatsanwaltschaft und Gestapo zur Bewährung ausgesetzt wurde. Seinen Unterhalt bestritt er nach der Haftentlassung durch Tätigkeiten als Gutsinspektor in der Nähe von Magdeburg. 1942 wurde er erneut verhaftet und er gestand, dass er mit dem englischen Nachrichtendienst in Verbindung gestanden habe. Nach erneuter Intervention der Gestapo wurde er im zweiten Prozess wegen Landesverrats zu drei Jahren Gefängnis verurteilt und erneut wurde eine Strafaussetzung verfügt.
Bereits 1946 wurde Kriedemann von Seiten der KPD und später der SED vorgeworfen, er habe während des Nationalsozialismus mit der Gestapo zusammengearbeitet und dadurch Gegnern des nationalsozialistischen Regimes geschadet. 1949 wurden diese Behauptungen zum Gegenstand eines Prozesses wegen persönlicher Beleidigung. Der Beklagte Kurt Müller wurde jedoch freigesprochen. Inzwischen gilt Kriedemanns Tätigkeit für die Gestapo, wo er laut Geschäftsverteilungsplan vom 22. Januar 1934 im Dezernat III B 2 „SPD, SAP, Reichsbanner, Gewerkschaften, Sonderaufträge“ unter dem Decknamen „S 9“ geführt wurde, als gesichert.

## Politik
Kriedemann trat bereits 1925 der SPD bei. Er war nach dem Zweiten Weltkrieg Mitarbeiter in dem nach Kurt Schumacher benannten Büro Dr. Schumacher in Hannover und ab 1946 des SPD-Parteivorstandes, wo er als Referent für Agrar- und Wirtschaftspolitik wirkte. Kriedemann war Mitglied des ersten niedersächsischen Landtags sowie von 1946 bis 1948 Mitglied des Zonenbeirates und 1947 bis 1949 des Wirtschaftsrats der Bizone.
Dem Deutschen Bundestag gehörte Kriedemann seit dessen erster Wahl 1949 bis 1972 an. Zunächst im Wahlkreis Hameln – Springe in Niedersachsen direkt und später in Niedersachsen (1953) und Nordrhein-Westfalen (1957) über die Landesliste gewählt, vertrat er seit 1961 den Wahlkreis Herne - Castrop-Rauxel im Parlament. 1949 bis 1961 war er stellvertretender Vorsitzender des Bundestagsausschusses für Ernährung, Landwirtschaft und Forsten, 1949 auch des Ausschusses für die Frage des Sitzes der Bundesorgane (Hauptstadtausschuss). Von März bis November 1950 leitete er den Parlamentarischen Untersuchungsausschuss zur Überprüfung der Einfuhren in das vereinigte Wirtschaftsgebiet und in das Gebiet der Bundesrepublik Deutschland, 1956/57 den Parlamentarischen Untersuchungsausschuß zur Prüfung von Vorgängen in der Einfuhr- und Vorratsstelle für Fette.
Vom 29. November 1961 bis zum 14. Februar 1973 war Kriedemann zugleich auch Mitglied des Europaparlaments.

## Ehrungen
- 1972: Großes Verdienstkreuz mit Stern und Schulterband der Bundesrepublik Deutschland

## Veröffentlichungen
- Sozialismus und Agrarpolitik, Hamburg 1946
- Neue Situation in der Bodenreform, 1947
- Kampf um Kartoffeln, 1947
- "Freie Wirtschaft" und die Folgen, 1948
- Deutsche Wirtschaft 1948, 1948
- Die Preislawine, 1948
- Freibeuter der Wirtschaft, Parteivorstand Hannover 1948
- Hinter den Tagesspiegel zu stecken, 1948
- Währungsreform, 1948
- Um Brot und Fleisch, 1948
- Speisekammerdemagogen, 1948
- Die Säuberung der bizonalen Verwaltung, 1948
- Sozialdemokratie und Steuerreform, 1949
- Bilanz der "freien Wirtschaft", Hrsg. Vorstand der SPD 1949
- Die andere Seite des Marshallplans, 1949
- Schlechte Sache - schlechte Mittel, 1949
- Besitzbürgerpolitik auch im Lastenausgleich, Hrsg. Vorstand der SPD 1950
- Der Griff nach den zweiten 5 Prozent, Hrsg. Vorstand der SPD Hannover, 1950
- Sozialdemokratie und Eigentum, 1952
- Dritte Lesung - und was dann?, 1952
- Gaukelspiel mit Zahlen, 1952
- Erhard in Nöten : Preise klettern unaufhaltsam, 1957
- Das Minuten-Interview: MdB Herbert Kriedemann zur Erweiterung des Interzonenhandels, 1959
- Für eine neue Agrarpolitik. In: Gewerkschaftliche Monatshefte. Jahrgang 1963, S. 641–650.
- Soll die EWG an der Agrarpolitik scheitern? In: Gewerkschaftliche Monatshefte. Jahrgang 1968, S. 521–530.
- Die grüne Bilanz 1970 : Kritische Anmerkungen zu einem europäischen Ärgernis, 1970
- Demokratische Sozialisten für Europa : "Vaterländer"-Gegenposition der Konservativen ohne Zukunft, 1971
- So geht das mit Europa nicht weiter : Sozialisten wollen die stärkere Einschaltung des Europäischen Parlaments, 1971
- Souveränitätsabgabe an die Gemeinschaft : Westeuropas Sozialisten kämpfen für die EWG, 1972